# الحرب الأهلية النمساوية
الحرب الأهلية النمساوية (بالألمانية: Österreichischer Bürgerkrieg) ، المعروف أيضًا باسم انتفاضة فبراير ( (بالألمانية: Februarkämpfe)، مصطلح يستخدم لوصف المناوشات بين القوى الفاشية والاشتراكية بين 12 و16 فبراير 1934 في النمسا. بدأت الاشتباكات في لينز ووقعت بشكل أساسي في مدن فيينا وغراتس وبروك آن دير مور وجودنبرج وينر نويشتاد وستاير، ولكن أيضًا في بعض المدن الصناعية الأخرى في شرق ووسط النمسا.

## أصول الصراع

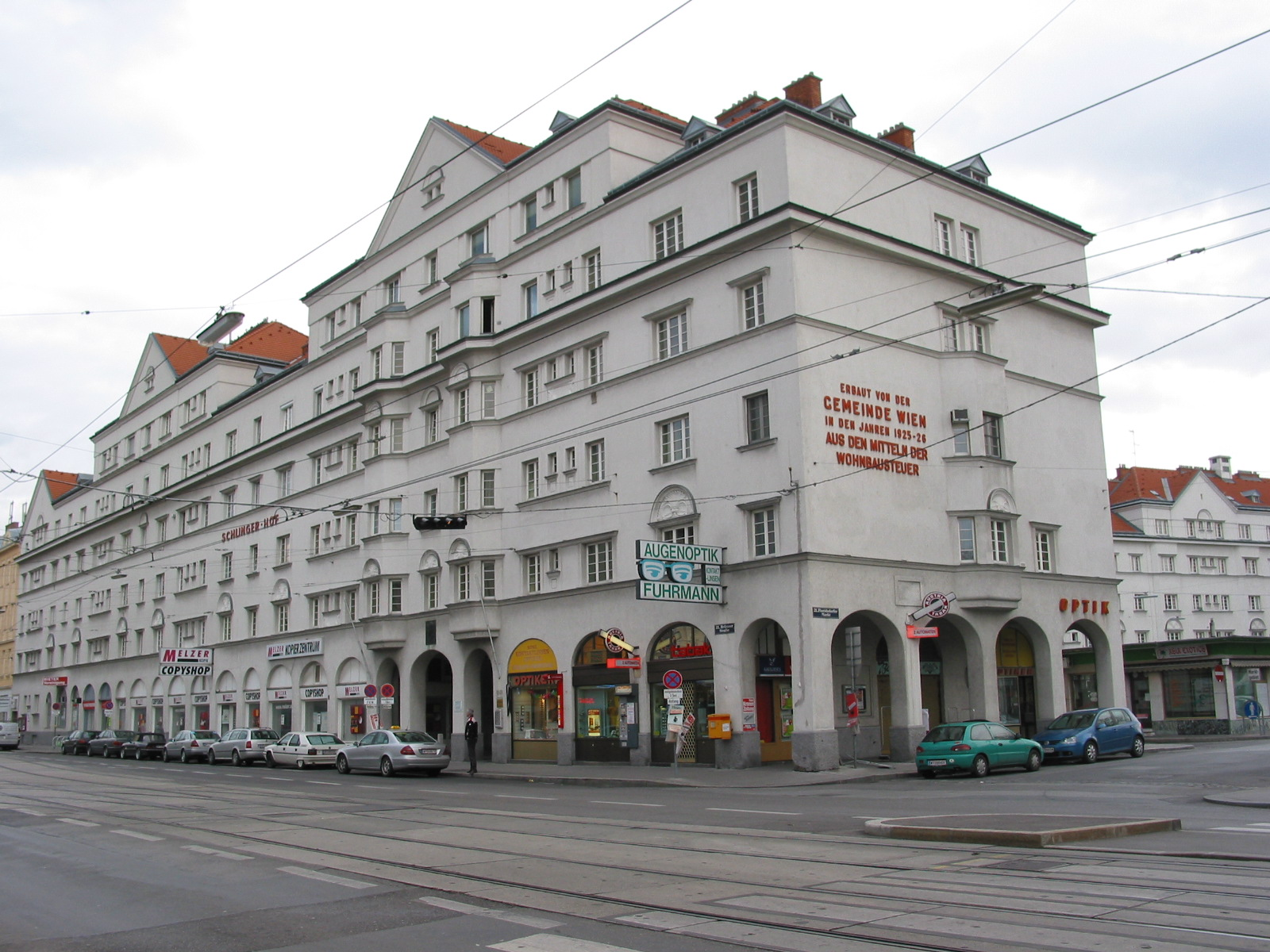
شلينغرهوف في فلوريدزدورف، حيث كان يوجد مخبأ كبير للأسلحة وفي عام 1934 استخدمه شوتزبوند

بعد تفكك الإمبراطورية النمساوية المجرية (بعد الحرب العالمية الأولى)، أصبحت دولة النمسا - التي تضم إلى حد كبير الأجزاء الناطقة بالألمانية من الإمبراطورية السابقة - تشكل ديمقراطية برلمانية. سيطر فصيلان رئيسيان على السياسة في الأمة الجديدة: الاشتراكيون (يمثلهم سياسيًا حزب العمال الاشتراكي الديمقراطي ) والمحافظون (يمثلهم الحزب المسيحي الاجتماعي سياسيًا). وجد الاشتراكيون معاقلهم في أحياء الطبقة العاملة في المدن، في حين أن المحافظين يمكنهم البناء على دعم سكان الريف ومعظم الطبقات العليا. حافظ المحافظون أيضًا على تحالفات وثيقة مع الكنيسة الكاثوليكية الرومانية، ما مكنهم من ضم بعض رجال الدين البارزين بين صفوفهم.
كما في معظم الديمقراطيات الأوروبية الناشئة في ذلك الوقت، اتخذت السياسة في النمسا نكهة أيديولوجية للغاية. لم يتكون كل من المعسكر الاشتراكي والمحافظ من أحزاب سياسية فحسب، بل كان له هياكل سلطة بعيدة المدى، بما في ذلك قواته شبه العسكرية. نظّم المحافظون ما أسموه الهايم فاير (تعني حُماة الوطن باللغة الألمانية) في 1921-1923، نظّم الديموقراطيون الاشتراكيون رداً على ذلك جماعات شبه عسكرية تدعى ريببليكانشر شوتز بوند (رابطة حماية الجمهوريين) بعد عام 1923. حدثت العديد من المشاحنات والاشتباكات بين هذه القوى.
ظهرت أول حادثة كبرى في أوائل عام 1927، عندما أطلق مجموعة من أعضاء اتّحاد مقاتلي الجبهة لهرمان هيلتز، وهي منظمة شبه عسكرية تابعة للمخيم المحافظ، النار على صبي يبلغ من العمر ثماني سنوات وجندي قديم في رابطة حماية الجمهوريين، خلال مظاهرة سلمية مضادة في شاتندورف (بورغنلاند).  في يوليو، برّأت المحكمة ثلاثة متهمين في القضية، مما أدى إلى غضب في معسكر اليسار. في  15يوليو 1927، حدث إضراب عام، وانتشرت المظاهرات في العاصمة. بدأت قوات الأمن بإطلاق النار على المتظاهرين، بعد اقتحامهم مركز للشرطة، ثم أشعلت مجموعة غاضبة من الناس النار في قصر العدل، لكونه رمزًا لنظام قضائي سيء. توفيّ  89شخصًا (85 منهم من المتظاهرين) في ثورة يوليو، وأصيب مئات آخرون بجروح. المثير للدهشة أن العنف سرعان ما تلاشى ونقلت الفصائل المتنزاعة معركتها من الشوارع إلى المؤسسات السياسية.
كانت الأعوام التالية للجمهورية الأولى الناشئة أكثر سوءًا، وعانت الكثير، إذ ظهرت آثار الكساد الكبير في البلاد، وارتفعت معدّلات البطالة والتضخّم الاقتصادي. سعى المؤيّدون للاشتراكية القومية أو النازية إلى توحيد النمسا مع ألمانيا، عندما أصبح هتلر مستشارًا عام 1933، وهدّدوا الاستقرار الداخلي للبلاد.

## النزاع
في 4 مارس 1933، علّق المستشار من الحزب الاجتماعي المسيحي كريستيان إنغلبرت دولفوس البرلمان النمساوي. بعد تصويت حول  أجور عمال السكك الحديدية في المجلس الوطني، استقال كل من رؤساء البرلمان الثلاثة من مواقعهم. على الرغم من أن اللوائح الداخلية كان يمكن أن تحل هذا الموقف، انتهز دولفوس هذه الفرصة ليعلن أن البرلمان قد توقف عن العمل، ومُنعَت جميع المحاولات لإعادة عقده، ليس هذا فحسب، هدد أدولفوس أيضًا باستخدام القوة العسكرية ضد البرلمانيين الذين حاولوا العودة. فقد نتيجة ذلك الحزب الاشتراكي الديمقراطي برنامجه الرئيسي للعمل السياسي. تمكّن المحافظون (الذين يواجهون ضغوطاً وعنفًا ليس فقط من اليسار ولكن أيضًا من النازيين الذين تسللوا من ألمانيا) أن يحكموا بناءً على قانون الطوارئ لعام 1917، وبدأوا بتعليق الحريات المدنية، وحظر الشوتزبوند وسجن العديد من أعضائها.
في 12 فبراير 1934، فتّشت قوة من الهايم فاير بقيادة إميل فاي (القائد العسكري للهايم فاير في فيينا)، فندقًا تابعًا للحزب الاشتراكي الديموقراطي في لينز. كان ليريتشارد بيرناشيك(القائد العسكري للشوتزبوند) أول من قاوم هذه الإجراءات وبدأ التحرّك، ما أدى إلى نشوب صراع مسلح بين مجموعة من الهايم فاير والشرطة والدرك والجيش الاتحادي النظامي، ضد الشوتزبوند الاشتراكي المحظور آنذاك، امتدت المناوشات بين المعسكرين إلى مدن وبلدات أخرى في النمسا، اشتدّت حدة الحركة في فيينا، حيث تحصن أعضاء الشوتز بوند في المجمّعات السكنية التابعة لمجلس المدينة، التي مثّلت رموز ومعاقل الحركة الاشتراكية في النمسا، ومن أشهرها مجمّع «كارل ماركس هوف» السكني. اتخذت الشرطة والقوات شبه العسكرية مواقع خارج هذه المجمعات المحصنة، وتبادل الطرفان إطلاق النار، في البداية اُستخدمَت الأسلحة الصغيرة فقط. وحدث القتال أيضاً في مدن صناعية مثل اشتاير، وسانكت بولتن، وفايتس، وإيجنبرغ (غراتس)، وكابفنبرغ، وبروك آن دير مور، وغراتس، وإيبينسي، وفورغل.
ظهرت لحظة حاسمة خلال سير الأحداث، عند تدخّل القوات المسلحة النمساوية في النزاع. على الرغم من بقاء الجيش مؤسسة مستقلة نسبيًا، أمر المستشار دولفوس بضرب كارل ماركس هوف بالمدفعية الخفيفة، مُعرِّضًا حياة آلاف المدنيين للخطر، ومُدمِّرًا العديد من الشقق قبل إجبار المقاتلين الاشتراكيين على الاستسلام. انتهى القتال في فيينا والنمسا العليا بحلول 13 فبراير، لكنه استمرّ بقوّة في مدن ستيريا خاصة في بروك أن دير مور ويودنبرج حتى  14أو 15 فبراير. بقيت بعد هذا التاريخ مجموعات صغيرة فقط من الاشتراكيين، يقاتلون القوّات المسلحة، أو يحاولون الفرار منها. وانتهت الحرب الأهلية النمساوية بحلول  16فبراير من عام 1934.

## التداعيات

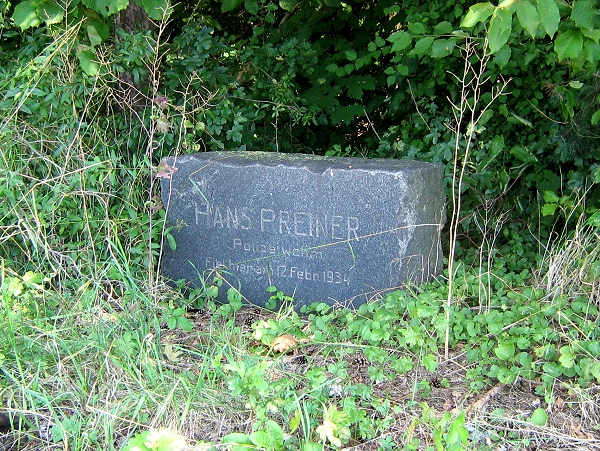
حجر تذكاري في ذكرى رجل من الدرك النمساويّ سقط يوم 12 فبراير عام 1934 في لينتس خلال الحرب

توفي عدة مئات من الأشخاص (من القوات شبه العسكرية وأفراد قوات الأمن والمدنيين) في النزاع المسلح، أُصيب أكثر من ألف شخص بجروح. حاكمت السلطات وأعدمت تسعة من قادة الشوتزبوند بموجب الأحكام العرفية. بالإضافة إلى ذلك، أُجريت أكثر من 1500 عملية اعتقال. سيق كبار السياسيين الاشتراكيين مثل أوتو باور إلى المنفى. كتب الصحفي الأمريكي جون غونتر أن أعضاء الشوتزبوند تلقوا عقوبات «شديدة بلا رحمة».
اتخذت الحكومة أحداث فبراير 1934 كذريعة لحظر الحزب الاشتراكي الديمقراطي والنقابات التابعة له تمامًا. في شهر مايو، استبدل المحافظون الدستور الديمقراطي بدستور نقابوي على غرار إيطاليا الفاشية في عهد بينيتو موسوليني، ما دفع الاشتراكيين لإطلاق مصطلح «الأستروفاشية»، على الرغم من أن مصدر الأيديولوجية الأساسي كان من العناصر المحافظة من رجال الدين الكاثوليكي النمساويين، وهي ميزة لا تتفق مع أي من الفاشية الإيطالية أو النازية. أصبحت الجبهة الوطنية، التي دُمج فيها الهايم فاير والحزب الاجتماعي المسيحي الحزب السياسي القانوني الوحيد.

## التأثيرات بعيدة المدى
أثبتت الحرب الأهلية النمساوية أنها لحظة حاسمة في تاريخ الجمهورية، على الرغم من صغر حجمها مقارنةً بحروب أخرى في العالم، أو عند مقارنتها مع أحداث الحرب العالمية الثانية التي تبعتها بعد مدّة قصيرة. بعد الحرب العالمية الثانية، عندما عاودت النمسا الظهور على الساحة السياسية كدولة ذات سيادة، سقطت السياسة مرة أخرى تحت سيطرة الاشتراكيين الديمقراطيين والمحافظين، الذين شكلوا حزبًا أطلقوا عليه اسم حزب الشعب النمساوي. أكّد قادة الجمهورية على فكرة التوافق الكامل بين الأطراف، وجعلوها أولوية في النظام السياسي الجديد، لتفادي تكرار الانقسامات المريرة للجمهورية الأولى، إذ شارك الحزبان الرئيسيان (الاشتراكيون الديمقراطيون وحزب الشعب) في الحكومة وتجنبوا المواجهة المفتوحة. جلب هذا النظام معه الاستقرار والاستمرارية، لكنه أدى في النهاية إلى تداعيات سياسية أخرى. أقنعت أحداث الحرب الأهلية النمساوية الكثيرين في المؤسسة السياسية (والسكان عمومًا) بأن بطء خطى الإصلاح السياسي كانت ثمنًا بسيطًا ليُدفَع، مقابل الحصول الهدوء والاستقرار الاجتماعي.